# Achalkalaki (stad)
Achalkalaki (Georgisch: ახალქალაქი; Armeens: Ախալքալաք, Achalkalak, vertaalt als 'Nieuwe Stad') is een stad in het zuiden van Georgië met ongeveer 7500 inwoners (2024) en ligt in de regio Samtsche-Dzjavacheti. De stad is gesitueerd op 1.700 meter boven zeeniveau in het Achalkalakiplateau dat deel uitmaakt van het vulkanische Dzjavachetihoogland. Achalkalaki is het bestuurlijk centrum van de gelijknamige gemeente en ligt hemelsbreed 115 kilometer ten zuidwesten van hoofdstad Tbilisi, 40 kilometer van de grensovergang met Armenië en 30 kilometer van de grensovergang met Turkije. De bevolking bestaat voor 94% uit Armeniërs.

## Geschiedenis

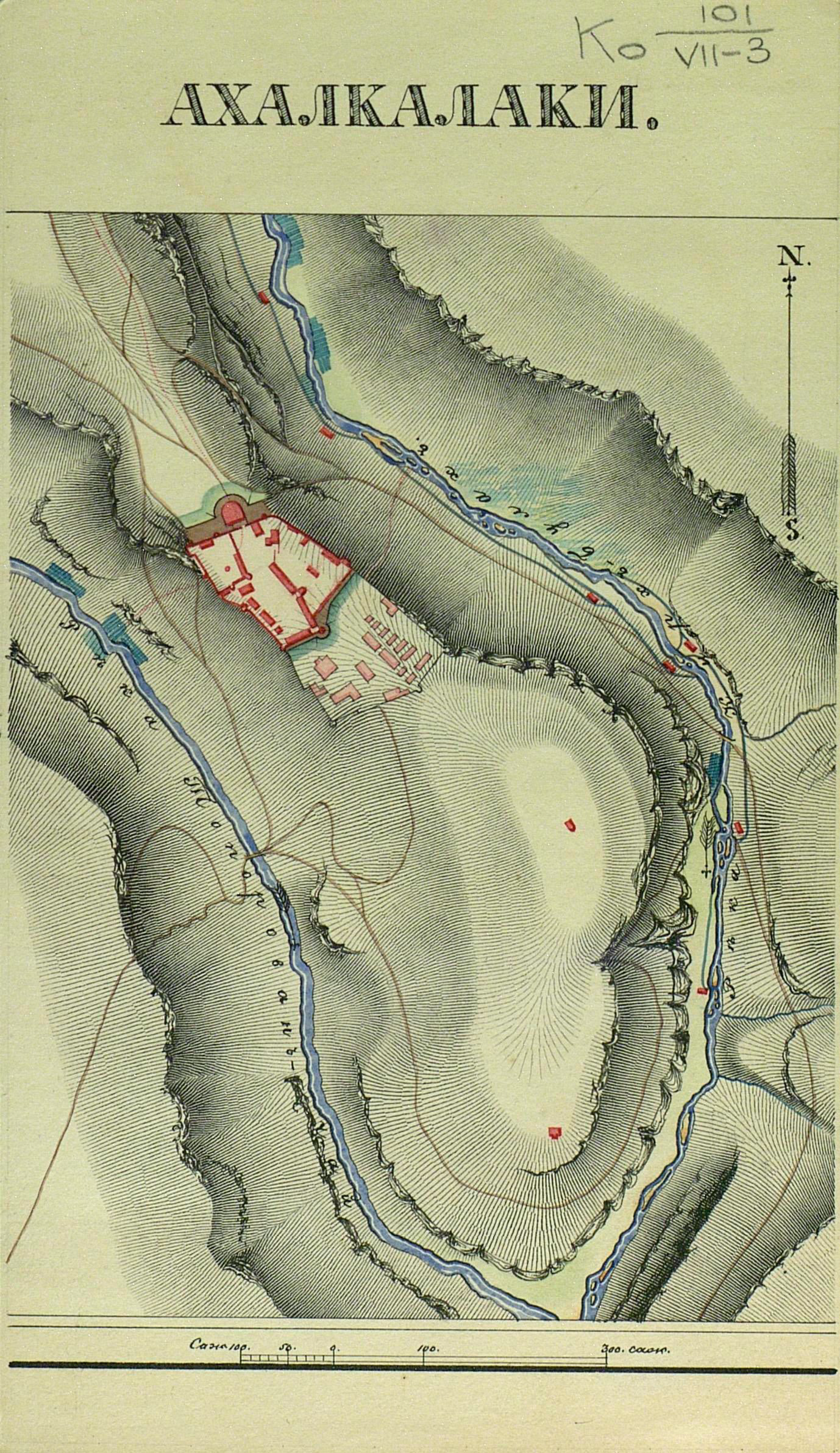
Fort Achalkalaki

De locatie van Achalkalaki werd al in de 9e eeuw bewoond, maar de oprichting van de gefortificeerde stad wordt algemeen gedateerd in de vroege 11e eeuw. De eerste fortificaties werden onder de Georgische koning Bagrat III in de periode 1008-1012 gebouwd. In 1064 kreeg het voor het eerst de status van stad. In datzelfde jaar werd Achalkalaki verwoest door de Seltsjoekse invasie met 100.000 troepen in het Koninkrijk Georgië. De naam Achalkalaki staat gegraveerd op een gevel uit 1291 van een in de rotsen uitgehouwen kerk in de middeleeuwse Armeense stad Ani.

### Safawieden en Ottomanen
In de 16e eeuw werd het gebied door zowel het Ottomaanse Rijk als Safavidisch Perzië bevochten. Na de Vrede van Amasya in 1555 kwam de locatie in Perzisch gecontroleerd gebied te liggen. Tussen 1637 en 1828 stond de stad onder onder Ottomaans gezag, waardoor de christelijke Armeense en Georgische bevolking van de stad werden geconfronteerd met gedwongen islamisering. Het was in deze periode onderdeel van het Eyalet van Çıldır (of ook Pasjalik Achaltsiche).

### Russisch gezag
Na de Russisch-Turkse Oorlog (1828-1829) en het Verdrag van Adrianopel kwam Achalkalaki onder Russisch gezag te staan. Het fort was door de oorlog vernietigd. In 1831 werd begonnen met de bouw van een nieuwe stad onder dezelfde naam, ten zuidoosten van de oude stad. De restanten van het fort van Achalkalaki zijn nog te zien bij het binnenkomen aan de noordkant van de huidige stad. Er staat ook nog een moskee uit de Ottomaanse periode.
Het nieuwe Achalkalaki kreeg in 1845 stadsrechten. De stad viel onder het oejezd Achaltsiche. Achalkalaki werd in 1874 een "districtsstad van de derde klasse" en werd het bestuurlijk centrum van het afgesplitste oejezd Achalkalaki dat gemeentelijke autonomie kreeg in 1896. De nieuwe stad werd vanaf het begin vrijwel geheel door Armeniërs bewoond.
Tijdens de Koude Oorlog lag de stad in het zogenaamde "grensgebied". Dit hield in dat bezoekers een speciale vergunning nodig hadden om de stad te bezoeken vanwege de ligging dicht bij de grens met Turkije, een NAVO-lidstaat. Daarnaast was in Achalkalaki een basis van de Sovjet-strijdkrachten met 30.000 soldaten.

### In onafhankelijk Georgië

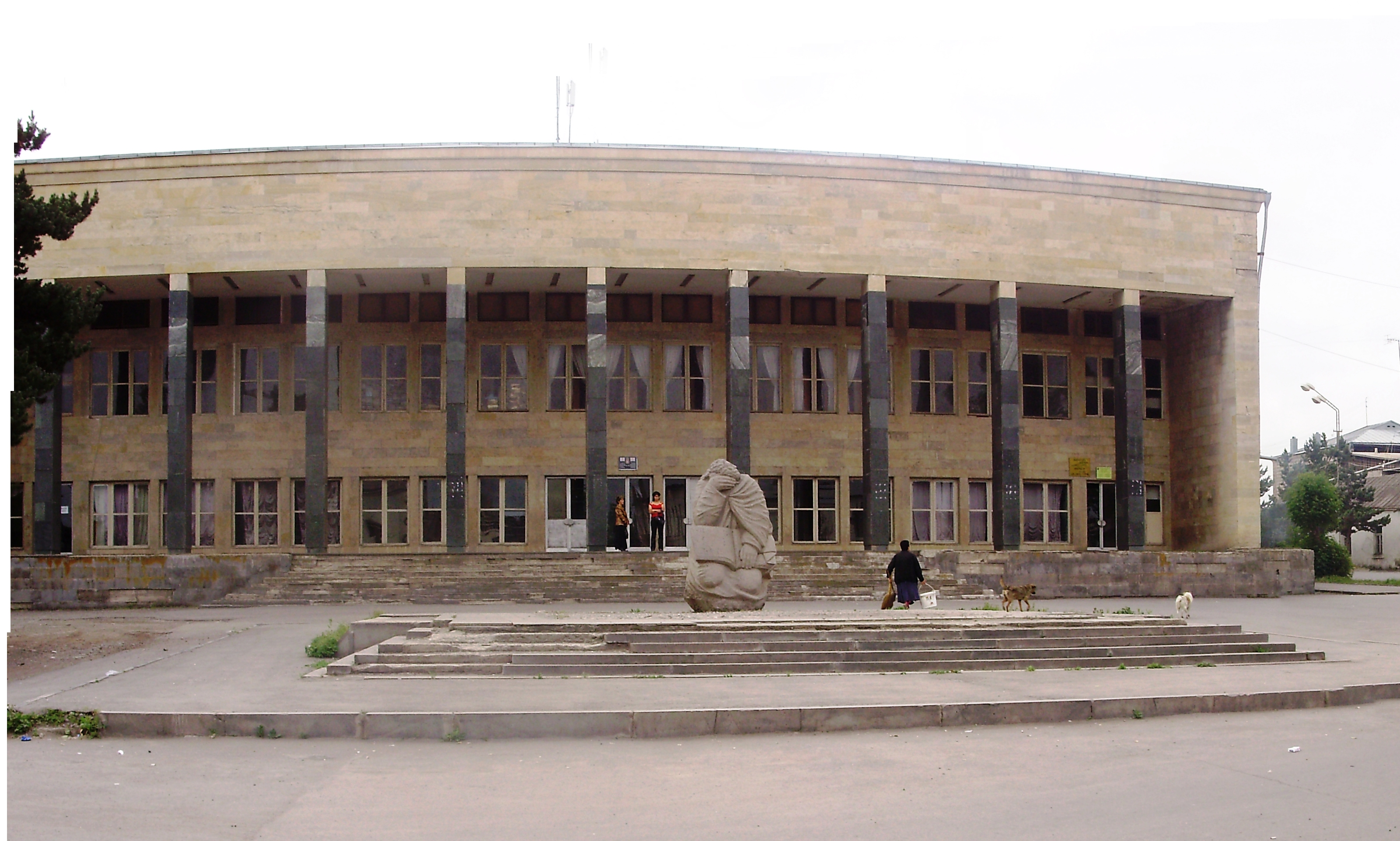
Brutalistisch Cultuurhuis

Na de Georgische onafhankelijkheid in 1991 bleef de militaire basis in gebruik door Rusland, als de "62e militaire basis". Deze werd uiteindelijk op 27 juni 2007 overgedragen aan Georgië, nadat de Georgische regering in 2005 een overeenkomst daartoe met Rusland had gesloten. Het complex aan de westkant van de stad werd in 2014-2015 deels opgeknapt voor een trainingscentrum van de Georgische strijdkrachten, dat in 2020 opende.

## Demografie
Begin 2024 had Achalkalaki 7.483 inwoners, een daling van 7% ten opzichte van de volkstelling in 2014. De bevolking van Achalkalaki bestaat voor 93,8% uit Armeniërs en 5,7% uit Georgiërs.
| Jaar                                                                            | 1851  | 1886  | 1897  | 1922  | 1926  | 1939  | 1959  | 1970   | 1979   | 1989   | 2002  | 2014  | 2020  | 2024  |
| ------------------------------------------------------------------------------- | ----- | ----- | ----- | ----- | ----- | ----- | ----- | ------ | ------ | ------ | ----- | ----- | ----- | ----- |
| Aantal                                                                          | 2.675 | 4.303 | 5.440 | 2.737 | 3.475 | 5.331 | 8.804 | 10.751 | 13.405 | 15.572 | 9.802 | 8.295 | 7.824 | 7.483 |
| Verantwoording data: Bevolkingsstatistiek Georgië 1897 tot heden. 1851 en 1886. |       |       |       |       |       |       |       |        |        |        |       |       |       |       |

## Bezienswaardigheden

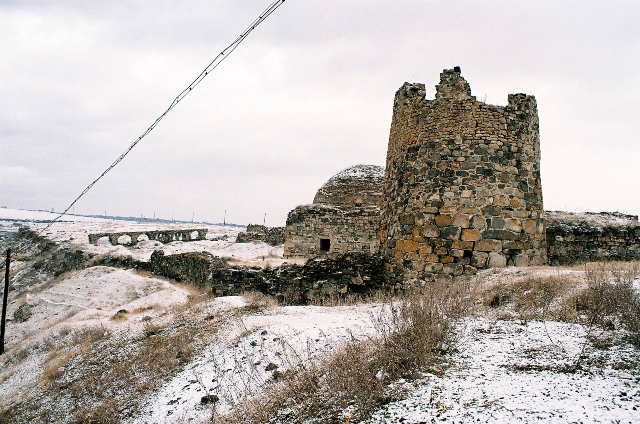
Overblijfselen fort

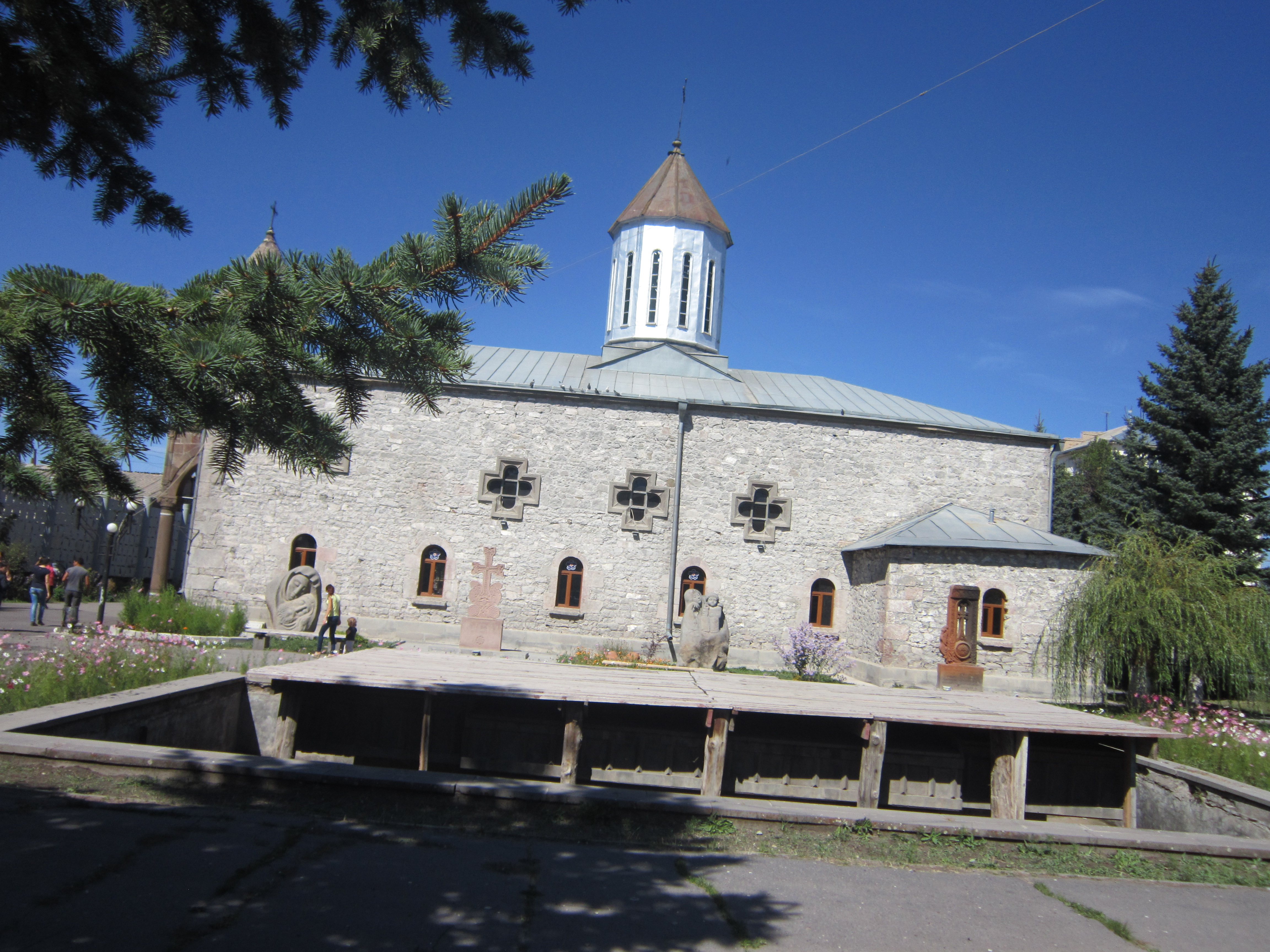
Soerb Chatsj kerk uit 1856

Achalkalaki is in de 21e eeuw een onopvallend provinciestadje, met enkele bezienswaardigheden:
- Achalkalaki-fort aan de noordzijde van de stad. Restanten van de oorspronkelijke gefortificeerde nederzetting en een Ottomaanse moskee. Het complex ligt op een rotsplateau boven de Paravani-rivier.[24]
- In het centrum van Achalkalaki staat de Armeens-Apostolische Soerb Chatsj-kerk uit 1856.[25]

## Vervoer
De belangrijkste wegen door de stad zijn de Georgische routes van internationaal belang S11 en S13. De S13 ligt geheel in de gemeente Achalkalaki en voert vanaf de stad naar de Turkse grens bij Kartsachi alwaar een grensovergang is. De S11 verbindt Achaltsiche met Armenië via Achalkalaki en Ninotsminda en is onderdeel van de Europese weg E692. De nationale route Sh20 heeft de zuidelijke terminus bij de stad Achalkalaki, en is een belangrijke regionale verbinding naar Bakoeriani en Bordzjomi via de 2.417 meter hoge Tschratskaro-pas.
Sinds de jaren tachtig van de twintigste eeuw is Achalkalaki het eindpunt van een spoorlijn van de Georgische Spoorwegen vanuit Marabda via Tetritskaro, Tsalka en Ninotsminda. Sinds 2007 vindt er geen passagiersvervoer meer plaats toen de lijn grootschalig werd gemoderniseerd in het kader van de Bakoe-Tbilisi-Kars spoorlijn. Tussen Achalkalaki en Ninotsminda werd een aftakking naar Turkije aangelegd, waarbij er ook een groot vracht- en spoorwisselstation bij Achalkalaki werd gebouwd. Het nieuwe gedeelte steekt ten zuidoosten van het Kartsachimeer de grens met Turkije over. Sinds 2017 rijden er internationale goederentreinen over het spoor. Het lokale passagiersvervoer werd niet hervat. Het gedeelte tussen het nieuwe station van Achalkalaki en het voormalige eindpunt van de lijn aan de zuidkant van de stad werd daarna ontmanteld.

## Geboren
Achalkalaki heeft diverse staatslieden en culturele persoonlijkheden voortgebracht, waaronder:
- Hamo Ohanjanjan (1873–1947), premier van de Republiek Armenië (1918-1920).
- Ruben Ter Minasjan (1882–1951), minister van defensie van de Republiek Armenië (1918-1920).
- Ahmed bey Pepinov (1893–1938), minister van landbouw van de Democratische Republiek Azerbeidzjan.
- Haroetjoen Chatsjatrjan (1955), filmregisseur en -producent

## Eterne links
- (ka)  Website gemeente Achalkalaki